# Apple River (Mississippi River)
Der Apple River ist ein kleiner linker Nebenfluss des Mississippi im südwestlichen Wisconsin und nordwestlichen Illinois.

## Verlauf
Der Apple River entspringt im Lafayette County, Wisconsin. Von dort fließt er in südlicher Richtung und erreicht nach wenigen Kilometern die Grenze zum Jo Daviess County in Illinois. Der Fluss passiert den Ort Apple River, der etwa 2 km östlich liegt. Südlich des Ortes nimmt der Apple River mit dem West Fork Apple River den größten rechten Nebenfluss auf. Weiter südöstlich mündet der South Fork Apple River. Die Fließrichtung wendet sich danach allmählich in südwestliche Richtung. Der Fluss passiert den nordwestlichen Rand von Elizabeth und erreicht Hanover, das beiderseits des Apple River liegt. Im weiteren, überwiegend südlichen Verlauf mäandriert der Fluss immer stärker und erreicht das Carroll County. Der Fluss bildet jetzt die südöstliche Begrenzung des ehemaligen Savanna Army Depot, das zu einem Gewerbegebiet umgestaltet wird. Südwestlich des kleinen Ortes Blackhawk mündet der Apple River auf Höhe der Insel Apple River Island in den Mississippi.

## Geologie
Der Apple River durchfließt das Driftless Area genannte eiszeitlich geformte Plateau, das sich über das südöstliche Minnesota, das südwestliche Wisconsin, das nordöstliche Iowa und das äußerste nordwestliche Illinois erstreckt. Bei der letzten Eiszeit, der so genannten Wisconsin Glaciation blieb die Region eisfrei, sodass sich das Flusstal des Galena River auch während dieser Zeit tiefer in das Plateau einschneiden konnte.
Südlich des Ortes Apple River bildete der Fluss einen tiefen Einschnitt in das Plateau. Diese Region wurde von den Behörden des Staates Illinois als Apple River Canyon State Park unter Schutz gestellt.